# 1590-es évek
Évszázadok: 15. század · 16. század · 17. század
Évtizedek: 1540-es évek · 1550-es évek · 1560-as évek · 1570-es évek · 1580-as évek · 1590-es évek · 1600-as évek · 1610-es évek · 1620-as évek · 1630-as évek · 1640-es évek
Évek: 1590 · 1591 · 1592 · 1593 · 1594 · 1595 · 1596 · 1597 · 1598 · 1599

## Háború és politika
- Elkezdődik a 15 éves háború
- Báthory Zsigmond lemond Erdély trónjáról, majd újra visszaveszi azt
- A véres farsang (1596)
- Az oszmánok megverik a magyarok és osztrákok seregeit Mezőkeresztesnél

## Vallás
• 1590-ben megjelent a Károlyi Gáspár és segítőtársai által lefordított Biblia teljes magyar nyelvű változata, az ún. Károlyi-biblia.